# 热拉尔·洛蒙
热拉尔·洛蒙（法語：Gérard Laumon，1952年5月7日—），生于里昂，法国数学家，法国科学院院士。他的研究领域是代数几何。
20世纪80年代，洛蒙运用傅里叶-德利涅变换简化了韦伊猜想的证明，并证明了曲线L函数函数方程常数的乘积公式。他因此获得1987年法国国家科学研究中心银奖。
21世纪初，洛蒙和他的学生吳寶珠合作证明了酉群的基本引理。基本引理是朗兰兹纲领中的重要猜想。他们两人因此获得2004年克莱研究奖。同年，洛蒙当选法国科学院院士。